# Аношкин, Михаил Прокофьевич
Михаил Прокофьевич Аношкин (14 октября 1907, с. Матвеевка, Кокчетавский уезд, Акмолинская область — 3 октября 1995, Днепродзержинск, Украина) — директор «Приднепровского химического завода». Лауреат Сталинской премии I степени (1951). Герой Социалистического Труда (1971).

## Биография
Родился 14 октября 1907 года в крестьянской семье в селе Матвеевка Кокчетавского уезда Акмолинской области (ныне — Северо-Казахстанская область Казахстана).
Трудовую деятельность начал на Экибастузском свинцовом заводе. Работал в химической лаборатории. С 1925 года работал лаборантом на свинцовоплавильном заводе в Лениногорске Восточно-Казахстанской области. В 1928 году переехал в город Владикавказ, где стал работать лаборант на местном заводе «Электроцинк». В 1929 году поступил во Владикавказский индустриальный политехнический техникум, потом продолжил своё обучение в Московском институте цветных металлов и золота, который окончил в 1935 году по специальности «инженер-металлург». В 1930 году вступил в ВКП(б). Был направлен на работу на Сихотэ-Алинский полиметаллический комбинат «Сихали», где начал свою трудовую карьеру мастера. 3 мая 1936 года был назначен начальником плавильного цеха. После ареста в 1937 году директора комбината «Сихали» А. Розина был назначен управляющим плавильного завода комбината. 31 июля 1939 года назначен главным инженером комбината. Под его руководством в комбинате была внедрена механизация трудоёмких работ, что привело к увеличению выпускаемой продукции. В 1940 году комбинат выполнил план на 192,4 %. В 1942 году продолжил свою трудовую деятельность на комбинате «Сиханчаолово» в Приморском крае, где был назначен главным инженером комбината и потом — его директором. С 1945 года был на различных партийных должностях. До 1948 года был заместителем секретаря Приморского райкома ВКП(б).
В 1948 году назначен директором строящегося производственного секретного объекта № 96 по переработке урановых руд в городе Днепродзержинск Днепропетровской области. В марте 1949 года при участии Михаила Аношкина был сдан первый производственный объект и в конце этого же года завод достиг проектной мощности. В 1966 году секретный производственный объект № 96 получил название «Приднепровский химический завод». В 1967 году завод был награждён орденом Трудового Красного знамени. Будучи первым директором этого завода, организовал переработку нового сырья, в результате чего были значительна увеличена выпускаемая заводом продукция. На заводе был основан выпуск синтетических сорбентом, минеральных удобрений, циркония и золота. За выдающиеся организаторские способности неоднократно награждался высокими государственными наградами. За высокие показатели при выполнении планов пятилетки и выпуску специальной продукции Приднепровским химическим заводом был удостоен в 1971 году звания Героя Социалистического Труда.
Избирался депутатом Днепродзержинского городского совета и членом Днепродзержинского районного комитета КПСС.
В 1975 году вышел на пенсию. Скончался 3 октября 1995 года, похоронен в Каменском.

## Награды
- Герой Социалистического Труда — указом Президиума Верховного Совета СССР от 26 апреля 1971 года
- Орден Ленина — трижды (1951, 1954, 1971)
- Орден Октябрьской Революции (1974)
- Орден Трудового Красного Знамени — трижды (1953, 1954, 1966)
- Медаль «За доблестный труд в Великой Отечественной войне 1941—1945 гг.»;
- Медаль «В ознаменование 100-летия со дня рождения Владимира Ильича Ленина» (1970)
- Сталинская премия I степени (1951) — за внедрение и освоение переработки доменного шлака
- Почётный гражданин города Каменское (1967) — за многолетнюю и безупречную работу, развитие химического производства, активное участие в благоустройстве, развитии физкультуры и спорта, за участие в общественной жизни.
- Серебряная медаль ВДНХ (1967, 1969)

## Память
- Имя Михаила Аношкина  в 1995 - 2022 годах носил проспект в Каменском.
- В 2007 году в связи со столетием со дня рождения Михаила Аношкина на одном из домов проспекта Возрождения (в 1995 - 2022 гг. проспект Аношкина) была установлена мемориальная табличка.
- Его имя носит ежегодный теннисный турнир, проводящийся в Каменском [1].